# Seishirō Shimatani
Seishirō Shimatani (jap. 嶋谷征四郎 Shimatani Seishirō; ur. 6 listopada 1938, zm. 24 października 2001) – japoński piłkarz, reprezentant kraju.

## Kariera klubowa
Od 1961 do 1965 roku występował w klubie Furukawa Electric.

## Kariera reprezentacyjna
W reprezentacji Japonii zadebiutował 1959.

## Statystyki
| Reprezentacja Japonii | Reprezentacja Japonii | Reprezentacja Japonii |
| Rok                   | Mecze                 | Gole                  |
| --------------------- | --------------------- | --------------------- |
| 1959                  | 1                     | 0                     |
| Razem                 | 1                     | 0                     |